# Planification motrice
La planification motrice est un processus cognitif et psychomoteur, permettant d’élaborer un mouvement volontaire et de l’organiser en séquences avant de l’exécuter .
Pour ce faire, avant chaque mouvement, le cerveau établit un plan moteur composé d’images mentales qui s’enchaînent . Cela est possible parce qu’il s’agit d’un automatisme qui anticipe le résultat de chaque mouvement. Lors de l’étape suivante, le cerveau spécifie les paramètres du mouvement, c’est-à-dire les éléments spatio-temporels (direction, force, amplitude, vitesse) et visuo-spatiaux qui orienteront l’action .
La planification motrice exige une bonne intégration des informations sensorielles de l’environnement (tactiles, visuelles et auditives) et celles provenant de son corps (kinesthésiques, proprioceptives et vestibulaires) afin que le mouvement produit soit adapté à la situation. 
Il existe différentes théories de la planification motrice. Par exemple, d'après l'une des hypothèses, les tâches motrices peuvent être planifiées de telle façon la longueur du chemin, parcouru dans l'espace interne des commandes motrices, soit minimale sous certaines contraintes liées à l'espace extérieur, telle que la qualité de la tâche produite ou les capacités physiques.
Les troubles pathologiques liés à cette capacités sont de l'ordre de la dyspraxie où du Trouble développemental de la coordination dont les spécialistes sont les ergothérapeutes et les psychomotriciens.